# لاریسیترین
لاریسیترین (به انگلیسی: Laricitrin) با فرمول شیمیایی C۱۶H۱۲O۸ یک ترکیب شیمیایی با شناسه پاب‌کم ۵۲۸۲۱۵۴ است. که جرم مولی آن ۳۳۲٫۲۶ g/mol می‌باشد. 